# يوكي فوكايا
يوكي فوكايا (باليابانية: 深谷 友基) (1 أغسطس 1982 في أوكازاكي في اليابان – )؛ هو لاعب كرة قدم ياباني سابق كان يلعب كمدافع.

## وصلات خارجية
- يوكي فوكايا على موقع رابطة كرة القدم اليابانية للمحترفين (اليابانية)
- يوكي فوكايا على موقع قاعدة بيانات كرة القدم.إي يو (الإنجليزية)
- يوكي فوكايا على موقع Soccerway.com (الإنجليزية)
- يوكي فوكايا على موقع عالم كرة القدم.نت (الإنجليزية)
- يوكي فوكايا على موقع كووورة